# Urbán Ernő
Urbán Ernő (Sárvár, 1918. szeptember 4. – Budapest, 1974. szeptember 19.) Kossuth- (1952) és József Attila-díjas (1971) magyar költő, író, újságíró.

## Életpályája
Urbán Lajos lapszerkesztő fia. A Kőszegi Szent Benedek-rendi Katolikus Ferenc József Gimnáziumban érettségizett (1936). Ezt követően 10 hónapig Pannonhalmán bencés novícius volt. 1937–1941 között – az Eötvös Collegium tagjaként – a budapesti Pázmány Péter Tudományegyetemen magyar–francia szakon végzett. 1941-től házitanár, egy grófi családnál nevelő, szellemi szükségmunkás, könyvügynök, végül titkár egy vállalatnál. 1943-tól katona volt. 1945-ben részt vett a földosztásban és az MKP tagja lett. Előbb járási párttitkár, majd a párt központi vezetősége propagandaosztályának munkatársa. 1946–1950 között a Szabad Föld munkatársa, majd segédszerkesztője volt. 1947-től a Szabad Nép és a Népszabadság főmunkatársa. 1953-ban a Csillag szerkesztőségének tagja volt. 1959-ben a Falusi Vasárnap című hetilap főszerkesztője, egyidejűleg a Művészeti Alap irodalmi szakosztályának elnöke.
Sírja a Farkasréti temetőben található.

## Munkássága
1939-ben jelentek meg első írásai a Pester Lloydban, majd az Élet, a Napkelet, az Ünnep, a Híd és a Sorsunk közölte verseit és elbeszéléseit. Újságíróként széles körű tapasztalatokat szerzett a falusi élet átalakulásáról, ezeket örökítette meg írásaiban.

## Színházi munkái

### Szerzőként
- Tűzkeresztség (1951-1953)
- Gál Anna diadala (1951)
- Baj van Rómeóval (1952)
- A kincs (1952-1953)
- Uborkafa (1953, 1982)
- Párviadal (1954)
- A nagy baklövés (1968)
- Fő a csomagolás! (1971)

### Műfordítóként
- Gyakonov: Házasság hozománnyal (1950-1951)
- Visnyevszkij: Feledhetetlen 1919 (1952)

## Művei
- Ének a Dunakorzón (versek, 1942)

- Maszat Miska (mese, 1942)
- Bikk-Makk Matyi (mese, 1942)

1974-ben, a Magvető Zsebkönyvtár sorozatban megjelent Írott malaszt könyvének hátoldalán (Csigó László felvétele)

- A piros csillag meséje (verses mese, 1945)
- Kikelet (verses elbeszélés gyermekeknek, 1946)
- Népdal és népköltészet (tanulmány, 1947)
- Móricz Zsigmond (esszé, 1947)
- Mindenttudó kicsi könyv (mese, 1948)
- A magyar nép eredete (tanulmány, 1948)
- Csillag a Rábán (elbeszélés, 1948)
- Díszparasztok árulása (politikai publikáció, 1948)
- Tündérmajor (versek, 1950)
- Tuskó Dani (verses mese, 1950)
- Ezüstkard (verses mese, 1951)
- Gál Anna diadala (dráma, 1951)
- Az igazmondó Nepomuk (elbeszélés, 1952)
- Tűzkeresztség (dráma, 1952)
- Pálfordulás (elbeszélés, 1952)
- Szén Szulimán és a három pajtás kalandjai (verses elbeszélés, 1952)
- Csete István igazsága (elbeszélés, 1952)
- Uborkafa (színmű, 1953)
- Kemény dió (elbeszélés, 1953)
- Tere-fere (elbeszélés, 1955)
- Pirkadás (önéletrajzi regény, 1955)
- Kutyaszorító (regény, 1956)
- Forgószél (kisregény, 1958)
- Szamba hercegnő (kisregény és elbeszélés, 1958)
- Földközelben (riportok, 1959)
- Jó mulatást! (kisregények, karcolatok, anekdoták, 1959)
- Aranyfüst (regény, 1960)
- Árnyék és sugarak (regény, 1961)
- A nagy kaland (regény, 1963)
- Színe és visszája, avagy a levágott ujjak esete (regény, 1964)
- A krónikás tollával (elbeszélés, 1964)
- Menyasszonytánc (filmregény, 1964-1965)
- A kazamaták titka (ifjúsági regény, 1967)
- Írott malaszt (regény, 1967, 1974)
- A láthatatlan barikád (elbeszélés, 1968)
- A Szahara szíve (úti beszámoló, 1969)
- Bumeráng (regény, 1969)
- Pörben a világgal (elbeszélés, 1970)
- Világunk varázsa (riportok, 1974)
- Eleven történelem (riportok, 1975)
- Nemcsak kenyérrel - Az 1001. kilométer (kisregény, 1976)
- Desrecendo (hátrahagyott versek, 1981)

## Műfordításai
- N. M. Gyakonov: Házasság hozománnyal (dráma, Takács Tildával, 1951)

## Filmjei
- Vihar (1951)
- Tűzkeresztség (1951)
- Hintónjáró szerelem (1955)
- A kazamaták titka (1971)
- Uborkafa (1971)
- Az 1001. kilométer (1972)
- Pocok az ördögmotoros (1974)

## Díjai, elismerései
- Kossuth-díj (1952)
- SZOT-díj (1969)
- Munka Érdemrend arany fokozata (1970)
- Felszabadulási Emlékérem (1970)
- József Attila-díj (1971)